# Gostków (województwo świętokrzyskie)
Gostków – wieś w Polsce, położona w województwie świętokrzyskim, w powiecie skarżyskim, w gminie Bliżyn. 
| SIMC    | Nazwa         | Rodzaj    |
| ------- | ------------- | --------- |
| 0228476 | Gostków Górny | część wsi |
| 0228482 | Przy Kolei    | część wsi |

W latach 1975–1998 miejscowość administracyjnie należała do województwa kieleckiego.
Gostków położony jest na zboczu jednego z wzniesień pasma Gór Świętokrzyskich. Wieś położona równolegle do drogi krajowej nr 42 z którą łączy ją droga  powiatowa 0443T Bliżyn-Ubyszów (Szydłowiecka).
We wsi przeważa budownictwo typowe dla regionu, czyli niska zabudowa wiejska. W Gostkowie dolnym niektórzy właściciele utrzymują jeszcze stare zabudowania gospodarcze o konstrukcji węzłowego łączenia ścian wykonanych z pali drewnianych. Niegdyś pola uprawne łączyły Gostków Górny i Dolny, obecnie ziemie porastają trawy. We wsi Gostków Górny znajduje się las.
Nieopodal Gostkowa znajdują się pozostałości rampy załadunkowej dawnego kamieniołomu kamienia wapiennego, eksploatowanego jeszcze na początku XX wieku, stanowiącego dziś cenny zabytek przyrody nieożywionej.
Kamieniołom składał się z 3 dużych, leżących obok siebie, i kilku małych wyrobisk. W środkowym wyrobisku można na jednej ze ścian rozpoznać ślady po kominie krasowym. W obrębie kamieniołomu (prawdopodobnie w najbardziej na zachód wysuniętym wyrobisku) leży niedostępna już dziś jaskinia, której większość otworów została zasypana. O dość silnie zachodzących zjawiskach krasowych świadczy odkrycie okresowego ponoru. Jest to potok pojawiający się najczęściej wiosną wypływający spod wsi Gostków i płynący mokrą doliną w stronę kamieniołomu. Przed samym kamieniołomem znika, wsiąkając w ziemię. Jego długość to około 200 metrów.